# El Estor
El Estor (del inglés «The Store») es un municipio del departamento de Izabal, localizado a 121 km de la ciudad de Puerto Barrios y a 319 km de la Ciudad de Guatemala en la región nor-oriente de la República de Guatemala. Es el segundo municipio más grande que tiene el departamento de Izabal siendo superado únicamente por Livingston.
Tras la Independencia de Centroamérica en 1821, por lo inhóspito y retirado de la región, todo Izabal fue designado como un distrito dependiente del departamento de Verapaz, y como parte del circuito de Zacapa que pertenecía al Distrito N.º 4 (Chiquimula) para la impartición de justicia.
El municipio de El Estor fue fundado como una aldea del municipio de Livingston el 29 de octubre de 1886. En la misma se instituyó la plaza de Comisionado Político y Juez de Paz con dotación mensual de cuarenta pesos conforme al acuerdo gubernativo del gobierno del general Manuel Lisandro Barillas Bercián, considerando que, según le informó el Jefe Político de Lívingston, las aldeas de El Estor, Quebrada del Zute, Cahaboncito y Chachal se encontraban tan distantes y aisladas de la cabecera de aquel departamento.  Todas esas aldeas, exceptuando El Estor, pasaron a jurisdicción departamental de Alta Verapaz por acuerdo gubernativo del 2 de noviembre de 1887. El Estor se elevó a categoría de municipio el 5 de noviembre de 1890, siempre durante el gobierno del general Barillas; se creó la municipalidad y se ratificó la creación de las plazas de Comisionado Político y Juez de Paz del municipio, con la dotación mensual de cuarenta pesos.
Conforme al acuerdo del Ejecutivo del 20 de enero de 1940, el gobierno del general Jorge Ubico trasladó a El Estor al departamento de Alta Verapaz, lo que fue revertido por el gobierno de Juan José Arévalo tras el derrocamiento de Ubico por otro acuerdo Gubernativo del 5 de junio de 1945.
La Franja Transversal del Norte fue creada oficialmente durante el gobierno del general Carlos Arana Osorio en 1970, mediante el Decreto 60-70 en el Congreso de la República, para el establecimiento de desarrollo agrario, y todo el departamento de Izabal era parte de ella. Durante el gobierno del licenciado Julio César Méndez Montenegro (1966-1970) se discutió la posibilidad de ceder las minas de níquel en Izabal a una empresa canandiense y el gobierno planeó otorgar una concesión por 40 años para la explotación del níquel a la empresa «Explotaciones y Exploraciones Mineras de Izabal, S.A.» (EXMIBAL), subsidiaria de la compaña canadiense «International Nickel Company» (INCO).  Numerosos sectores sociales se opusieron a la misma, ya que argumentaban que resultaría muy onerosa para el país; los mayores opositores eran los miembros de la Comisión que la Universidad de San Carlos de Guatemala creó para analizar el asunto; todos los miembros fueron asesinados o tuvieron que exilarse.  La concesión se otorgó a EXMIBAL el 8 de mayo de 1971 por el gobierno de Arana Osorio.  Aunque hubo protestas contra la concesión de EXMIBAL y otras situaciones que ocurrían en la Franja Transversal del Norte, estas prácticamente desaparecieron después de la Masacre de Panzós, en 1978.  En 1981 EXMIBAL cerró sus operaciones y abandonó el país, pero no dio tratamiento a los desechos tóxicos se mantienen en el área.
A principios del siglo xxi el aceite de palma ganó terreno desplazando otros aceites, y su cultivo se incrementó en la Franja Transversal del Norte y Petén. En El Estor, las plantaciones de palma africana han sustituido a las plantaciones de banano y algodón.

## Toponimia
El nombre original de «The Store» se le ha atribuido a los comerciantes y prestamistas ingleses Skinner y Kleé que tuvieron gran influencia económica en el país durante el gobierno del general Rafael Carrera.

## Geografía física
El municipio de El Estor cuenta con más de cien aldeas y cincuenta caseríos, que lo convierten en uno de los municipios con más comunidades rurales en todo el país de Guatemala. Cuenta con un total de ciento treinta y ocho aldeas

### Orografía
| Categoría | Listado |
| --------- | --- |
| Montañas  | Chagüite, Del Mico, De Los Cordón, Sebandera, Del Licenciado, De Los Cabrera y El Imposible |
| Cerros    | - Agua Caliente - El Pataxte - Saconac - Tzambalá - Caná Tomasa - Jolomchacgoú - Selempim Xaan - Caxlampom - Las Minas - Sexán |
| Sierras   | De Santa Cruz y De las Minas |
| Parajes   | - Boca de Río Oscuro - Guanta - Punta Caimán - Punta El Sauce - Secacao - Bocas de Comercio - La Gloria - Punta Chapín - Punta Murciélago - Sechoc - Bocas del Bujajal - Las Palmas - Punta de Chile - Punta Salamacueco - Sepós - Bocas del Cobán - Lagartos - Punta de Frailes - Punta Santa Cruz - Serrum - Cayo de Padre - Malach - Punta del Muerto - Punta Seca - Túnico - Cocodrilo - Manacas - Punta del Sauce - Quebrada de Jutes - Vuelta Veintidós |

### Hidrografía
| Categoría | Listado |
| --------- | --- |
| Ríos      | 1. Agua Caliente 2. Colorado 3. La Balandra 4. Pencalá 5. Sepón 6. Amatillo 7. Chinabenque 8. La Catarata 9. Polochic 10. Sumache 11. Benque 12. China Túnico 13. La Horqueta 14. Prieto 15. Túnico 16. Blanco 17. Chinebal 18. La Lima 19. Quixchán 20. Tzambalá 21. Bongo de Guaritas 22. Las Cañas 23. San Antonio 24. Zarco 25. Briceño 26. El Chapín 27. Las Minas 28. Santa María 29. Zarco Grande 30. Cahabón 31. El Imposible 32. Mico Flaco 33. Sauce 34. Zarco Norte 35. Caquijá 36. El Padre Creek 37. Oscuro 38. Semanzana 39. Zarquito 40. Caquijá San Antonio 41. Hondo 42. Pataxte 43. Semuc 44. Zarzaparrilla |

### Clima
La cabecera municipal de El Estor tiene clima tropical (Clasificación de Köppen: Af).
| Parámetros climáticos promedio de El Estor | Parámetros climáticos promedio de El Estor | Parámetros climáticos promedio de El Estor | Parámetros climáticos promedio de El Estor | Parámetros climáticos promedio de El Estor | Parámetros climáticos promedio de El Estor | Parámetros climáticos promedio de El Estor | Parámetros climáticos promedio de El Estor | Parámetros climáticos promedio de El Estor | Parámetros climáticos promedio de El Estor | Parámetros climáticos promedio de El Estor | Parámetros climáticos promedio de El Estor | Parámetros climáticos promedio de El Estor | Parámetros climáticos promedio de El Estor |
| Mes                                        | Ene.                                       | Feb.                                       | Mar.                                       | Abr.                                       | May.                                       | Jun.                                       | Jul.                                       | Ago.                                       | Sep.                                       | Oct.                                       | Nov.                                       | Dic.                                       | Anual                                      |
| ------------------------------------------ | ------------------------------------------ | ------------------------------------------ | ------------------------------------------ | ------------------------------------------ | ------------------------------------------ | ------------------------------------------ | ------------------------------------------ | ------------------------------------------ | ------------------------------------------ | ------------------------------------------ | ------------------------------------------ | ------------------------------------------ | ------------------------------------------ |
| Temp. máx. media (°C)                      | 28.3                                       | 29.9                                       | 31.6                                       | 33.1                                       | 33.1                                       | 32.9                                       | 31.7                                       | 32.1                                       | 32.2                                       | 31.1                                       | 29.2                                       | 28.4                                       | 31.1                                       |
| Temp. media (°C)                           | 24.5                                       | 25.2                                       | 26.7                                       | 27.9                                       | 28.4                                       | 28.4                                       | 27.8                                       | 27.8                                       | 27.9                                       | 27.1                                       | 25.5                                       | 24.5                                       | 26.8                                       |
| Temp. mín. media (°C)                      | 20.7                                       | 20.5                                       | 21.8                                       | 22.8                                       | 23.8                                       | 24.0                                       | 23.9                                       | 23.6                                       | 23.6                                       | 23.1                                       | 21.8                                       | 20.7                                       | 22.5                                       |
| Precipitación total (mm)                   | 138                                        | 72                                         | 78                                         | 71                                         | 204                                        | 431                                        | 502                                        | 338                                        | 378                                        | 266                                        | 203                                        | 155                                        | 2836                                       |
| Fuente: Climate-Data.org                   |                                            |                                            |                                            |                                            |                                            |                                            |                                            |                                            |                                            |                                            |                                            |                                            |                                            |

### Ubicación geográfica
Este municipio de Guatemala se encuentra en el extremo oeste del departamento de Izabal: colinda con los departamentos de Alta Verapaz, Petén y Zacapa.  Específicamente, El Estor limita así:
- Norte: San Luis, municipio del departamento de Petén
- Sur: Gualán, Teculután y la cabecera departamental Zacapa, municipios del departamento de Zacapa
- Este: Livingston y Los Amates, municipios del departamento de Izabal[13]
- Oeste: Panzós, Senahú, Cahabón y Chahal, municipios del departamento de Alta Verapaz

|                                     | Norte: San Luis              |                             |
| Oeste: Panzós Senahú Cahabón Chahal |                              | Este: Livingston Los Amates |
|                                     | Sur: Gualán Teculután Zacapa |                             |

## Gobierno municipal
Los municipios se encuentran regulados en diversas leyes de la República, que establecen su forma de organización, lo relativo a la conformación de sus órganos administrativos y los tributos destinados para los mismos.  Aunque se trata de entidades autónomas, se encuentran sujetos a la legislación nacional y las principales leyes que los rigen desde 1985 son:
| N.º | Ley                                                | Descripción |
| --- | -------------------------------------------------- | --- |
| 1   | Constitución Política de la República de Guatemala | Tiene una regulación legal específica para los municipios en los artículos 253 al 262. |
| 2   | Ley Electoral y de Partidos Políticos              | Ley de carácter constitucional aplicable a los municipios en el tema de la conformación de sus autoridades electas. |
| 3   | Código Municipal                                   | Decreto 12-2002 del Congreso de la República de Guatemala. Tiene la categoría de ley ordinaria y contiene preceptos generales aplicables a todos los municipios, e inclusive contiene legislación referente a la creación de los municipios.             |
| 4   | Ley de Servicio Municipal                          | Decreto 1-87 del Congreso de la República de Guatemala. Regula las relaciones entra la municipalidad y los servidores públicos en materia laboral. Tiene su base constitucional en el artículo 262 de la constitución que ordena la emisión de la misma. |
| 5   | Ley General de Descentralización                   | Decreto 14-2002 del Congreso de la República de Guatemala. Regula el deber constitucional del Estado, y por ende del municipio, de promover y aplicar la descentralización y desconcentración económica y administrativa.                                |

El gobierno de los municipios está a cargo de un Concejo Municipal mientras que el código municipal —ley ordinaria que contiene disposiciones que se aplican a todos los municipios— establece que «el concejo municipal es el órgano colegiado superior de deliberación y de decisión de los asuntos municipales […] y tiene su sede en la circunscripción de la cabecera municipal»; el artículo 33 del mencionado código establece que «[le] corresponde con exclusividad al concejo municipal el ejercicio del gobierno del municipio».
El concejo municipal se integra con el alcalde, los síndicos y concejales, electos directamente por sufragio universal y secreto para un período de cuatro años, pudiendo ser reelectos.
Existen también las Alcaldías Auxiliares, los Comités Comunitarios de Desarrollo (COCODE), el Comité Municipal del Desarrollo (COMUDE), las asociaciones culturales y las comisiones de trabajo. Los alcaldes auxiliares son elegidos por las comunidades de acuerdo a sus principios y tradiciones, y se reúnen con el alcalde municipal el primer domingo de cada mes, mientras que los Comités Comunitarios de Desarrollo y el Comité Municipal de Desarrollo organizan y facilitan la participación de las comunidades priorizando necesidades y problemas.

## Historia
Durante la época colonial la región de Izabal era selvática e inhóspita y fue poco explorada; solamente la ruta del río Motagua era utilizada para llegar a la costa Atlántica.

### Tras la Independencia de Centroamérica
La constitución del Estado de Guatemala promulgada el 11 de octubre de 1825 —y no el 11 de abril de 1836, como numerosos historiadores han reportado incorrectamente — creó los distritos y sus circuitos correspondientes para la administración de justicia según el Código de Lívingston traducido al español por José Francisco Barrundia y Cepeda; por lo inhóspito y retirado, toda la región de Izabal fue designada como un distrito dependiente de Verapaz, y como parte del circuito de Zacapa que pertenecía al Distrito N.º 4 (Chiquimula) para la impartición de justicia.  Este circuito incluía a Santa Lucía, San Pablo, Gualán, Izabal, Río Hondo, Trapiche, Estanzuela, Uzumatán y Teculután.

### Fundación de la aldea
El municipio de El Estor fue fundado como una aldea del municipio de Livingston el 29 de octubre de 1886.   En la misma se instituyó la plaza de Comisionado Político y Juez de Paz con dotación mensual de cuarenta pesos conforme al acuerdo gubernativo del gobierno del general Manuel Lisandro Barillas Bercián, considerando que, según le informó el Jefe Político de Lívingston, las aldeas de El Estor, Quebrada del Zute, Cahaboncito y Chachal se encontraban tan distantes y aisladas de la cabecera de aquel departamento.  Todos esas aldeas, exceptuando El Estor, pasaron a jurisdicción departamental de Alta Verapaz por acuerdo gubernativo del 2 de noviembre de 1887. El Estor se elevó a categoría de municipio el 5 de noviembre de 1890, siempre durante el gobierno del general Barillas; se creó la municipalidad y se ratificó la creación de las plazas de Comisionado Político y Juez de Paz del municipio, con la dotación mensual de cuarenta pesos.
Conforme al acuerdo del Ejecutivo del 20 de enero de 1940, el gobierno del general Jorge Ubico trasladó a El Estor al departamento de Alta Verapaz, lo que fue revertido por el gobierno de Juan José Arévalo tras el derrocamiento de Ubico por otro acuerdo Gubernativo del 5 de junio de 1945.
No se ha podido establecer a la fecha, con base en documentos de la época el origen del nombre, aunque se supone que en el siglo pasado los comerciantes británicos Skinner y Klée, en su correspondencia en inglés, se referían a una bodega de mercancías que tenían en el lugar como «The Store» (el almacén) y que, con el transcurso del tiempo, los habitantes convirtieron la voz inglesa a la actual denominación en castellano.

### Franja Transversal del Norte
Con la llegada del gobierno liberacionista en 1954, se creó el Consejo de Planificación Económica (CNPE), asesorado por el Banco Mundial y la estadounidense Administración de Cooperación Internacional (ICA), los cuales crearon la Dirección General de Asuntos Agrarios (DGAA), entidad encargada de desmantelar los efectos del Decreto 900 del gobierno de Jacobo Árbenz Guzmán.  La DGAA se encargó de la faja geográfica que colindaba con el límite departamental de Petén y las fronteras de Belice, Honduras y México, y que con el tiempo se llamaría Franja Transversal del Norte (FTN).
| «Se declara de interés público y de urgencia nacional, el establecimiento de Zonas de Desarrollo Agrario en el área comprendida, dentro de los municipios: Santa Ana Huista, San Antonio Huista, Nentón, Jacaltenango, San Mateo Ixtatán, y Santa Cruz Barillas en Huehuetenango; Chajul y San Miguel Uspantán en El Quiché; Cobán, Chisec, San Pedro Carchá, Lanquín, Senahú, Cahabón y Chahal, en Alta Verapaz y la totalidad del departamento de Izabal.» —Decreto 60-70, artículo 1o. Gobierno de Carlos Arana Osorio |

La Franja Transversal del Norte fue creada oficialmente durante el gobierno del general Carlos Arana Osorio en 1970, mediante el Decreto 60-70 en el Congreso de la República, para el establecimiento de desarrollo agrario.

### EXMIBAL
Durante el gobierno del licenciado Julio César Méndez Montenegro (1966-1970) se discutió la posibilidad de ceder las minas de níquel en Izabal a una empresa canandiense y tras permitir que los executivos de la empresa minera prácticamente reescribiera la ley de Minería de Guatemala, el gobierno empezó el proyecto para otorgar una concesión por 40 años para la explotación del níquel a la empresa «Explotaciones y Exploraciones Mineras de Izabal, S.A.» (EXMIBAL), subsidiaria de la compaña canadiense «International Nickel Company» (INCO).  La concesión no se concretó durante el gobierno de Méndez Montenegro, pero tan pronto como el general Carlos Arana Osorio inició su gestión presidencial el 1.º de julio de 1970, reabrió el caso de EXMIBAL y empezó a trabajar para cederle la concesión. Sin embargo, numerosos sectores sociales se opusieron a la misma, ya que argumentaban que resultaría muy onerosa para el país. Uno de los principales opositores fue la Comisión que la Universidad de San Carlos creó para analizar el asunto; entre los miembros de la comisión estaba el licenciado Oscar Adolfo Mijangos López, para entonces diputado en el Congreso y respetado intelectual guatemalteco. Por su parte, los otros dos miembros de la comisión que investigaba a EXMIBAL fueron atacados a tiros: el profesor Julio Camey Herrera y su colega, Alfonso Bauer Paiz; Camey murió a consecuencia de sus heridad, y Bauer Paz, herido, tuvo que salir al exilio.
Mijangos López se opuso rotundamente a las condiciones de la concesión que propuso el Gobierno a EXMIBAL y esto le costó la vida: el 13 de febrero de 1971 fue asesinado por desconocidos cuando salía de su oficina en la 4a. avenida de la zona 1 de la Ciudad de Guatemala. El 8 de mayo de 1971 el gobierno de Arana Osorio finalmente otorgó la concesión a EXMIBAL; ésta cubría 385 kilómetros cuadrados en el área de El Estor, con una inversión inicial de US$228 millones. La mina, construida en las montañas de los indígenas Q'eqchi incluía un complejo residencial de setecientas casas, numerosas oficinas, un hospital, un pequeño centro comercial, escuela, una cancha de golf y un gran área de procesamiento industrial.
Hubo numerosas protestas populares en contra de EXMIBAL y contra la política agraria de los gobiernos militares de Guatemala durante los siguientes años. Hacia 1978, progresó la capacidad de organización de los campesinos, a través de los comités que reivindicaban la titulación de las tierras, fenómeno que preocupó al sector terrateniente y a las empresas trasnacionales, como EXMIBAL. Sin embargo, en 1978 se produjo la Masacre de Panzós (municipio de Alta Verapaz, vecino a El Estor) cuando campesinos del lugar reclamaban mejores tratos de los terratenientes del lugar; a pesar de ser vecinos, los campesinos de El Estor nunca llegaron a Panzós: individuos armados les dispararon desde camiones propiedad de EXMIBAL cuando iban en camino a pie para amedrentarlos. Esta masacre causó un gran impacto nacional e internacional. 
El 1 de junio de 1978 se realizó una numerosa manifestación de protesta en la capital, encabezada por la AEU (Asociación de Estudiantes Universitarios): fue conocida como la Marcha de los Paraguas.
A partir de la masacre el Ejército inició en el Valle Polochic una represión selectiva contra los líderes comunitarios que reivindicaban tierras y así también contra sacerdotes mayas. A consecuencia de estos hechos, se veían a diario cadáveres de indígenas flotando en el río Polochic. La represión generalizada atemorizó e inmovilizó a la población. Las peticiones de tierras disminuyeron drásticamente. Desde 1978 hasta 1996 no volvería a realizarse una manifestación pública. 
Debido al incremento en el costo del petróleo, y a que el precio del níquel había caído considerablemente, EXMIBAL cesó sus operaciones en El Estor en 1981; debe destacarse que aunque la planta de procesamiento de EXMIBAL se cerró en 1981, sus desechos tóxicos se mantienen en el área.
Finalmente, en febrero de 2003, INCO anunció que vendió la concesión de EXMIBAL a otra compaña canadiense: la Geostar Metals, Inc., la cual inició una nueva fase de extracción de níquel en El Estor.

### Cultivo de palma africana

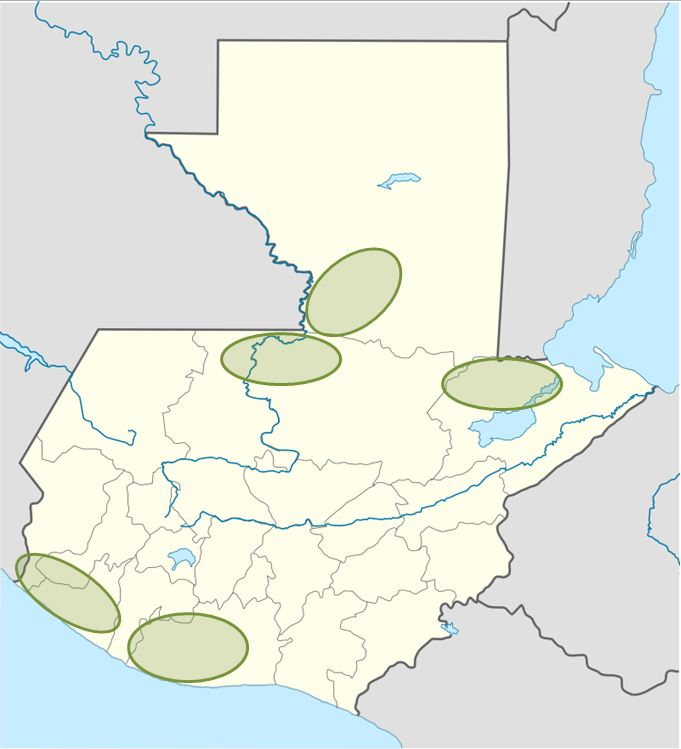
Áreas de cultivo de palma africana en Guatemala en 2014.

Satisfacer la demanda de aceites y grasas comestibles del mercado interno y parte del mercado externo ayuda a explicar por qué el aceite de palma ganó terreno desplazando otros aceites, lo que ha conducido al surgimiento de nuevas empresas asociadas a grandes capitales, en una nueva fase inversionista que se observa particularmente en los territorios que conforman la Franja Transversal del Norte. Convertirse en uno de los principales países agroexportadores de aceite de palma es el objetivo que ha motivado que las empresas palmeras se hayan enfrascado en una etapa de creciente producción, pese a la tendencia decreciente del precio internacional de ese aceite. El área de mayor dinamismo se observa en los municipios de Chisec y Cobán, Alta Verapaz; Ixcán, Quiché, y Sayaxché, Petén, donde opera Palmas del Ixcán, S.A. (PALIX), con plantaciones propias y productores independientes. Algo parecido ocurre en los municipios de Fray Bartolomé de Las Casas y Chahal, Alta Verapaz; Livingston y El Estor en Izabal; y San Luis, Petén, donde la empresa Naturaceites se ha posicionado.
La lógica para introducir la palma africana proviene de la sustitución gradual de las plantaciones de algodón en la zona. A partir de la década de 1990 uno de los principales productores de algodón de Guatemala, la familia Molina Espinoza, comenzó a reconvertir zonas algodoneras y ganaderas de su propiedad, en plantaciones de palma africana. Con la destrucción de plantaciones bananeras en Izabal  debido a huracanes, otros grupos empresariales como Agroamérica, de la familia Bolaños Valle, y Naturaceites -antes INDESA-, de la familia Maegli-Müeller, sustituyeron parte del cultivo de banano por el de palma africana. Los inversionistas en palma africana ampliaron sus plantaciones desde la costa sur hacia el norte del país, adquiriendo tierras en la Franja Transversal del Norte y Petén; para 2014 se estimó que el área sembrada de palma africana tenía una extensión de ciento treinta mil hectáreas.  El proyecto se fundó exclusivamente para la producción de agrodiésel de palma, el cual se vendería como materia prima bajo contrato a Green Earth Fuels (GEF) para su procesamiento y posterior transformación en plantas en los Estados Unidos.
La empresa Green Earth Fuels se caracteriza por ser una productora de agrocombustibles de materias primas agrícolas diferentes; originalemtne, en la empresa PALIX los únicos socios eran GEF (99.999%) y el empresario guatemalteco José Miguel Enrique Arriola Fuxet (0.001%) con un capital inicial de US$29.4 millones. Pero en 2010 Arriola Fuxet se retiró como socio quedando la empresa completamente en manos de estadounidenses. El proyecto se perfilaba como una mega inversión en agrodiésel de palma, que aprovecharía las ventajas que le representaba el asfaltado de la carretera de la FTN, que estaba en marcha desde el gobierno de Óscar Berger Perdomo y que la conectaría con el puerto de Santo Tomás de Castilla.  Pero la caída de los precios del aceite de palma y la prohibición en Estados Unidos del uso de aceite de palma para la producción de agrodiésel -debido a la presión de los productores de maíz de ese país- condujeron a que GEF se retirara del proyecto.
Tras el retiro de GEF PALIX pasó a ser parte del grupo Tecún de la familia Maegli-Müeller, quienes también poseen la empresa Naturaceites que tiene plantaciones de palma africana en Fray Bartolomé de las Casas y Chahal en Alta verapaz, en El Estor y Livingston, Izabal y en San Luis, Petén.